# مارسل ایلپید
مارسل ایلپید (فرانسوی: Marcel Ilpide‎; ۱۶ مارس ۱۹۰۴ – ۱۱ اوت ۱۹۶۱) دوچرخه‌سوار اهل فرانسه بود.